# Bridgewater, Iowa
Bridgewater är en ort i Adair County i delstaten Iowa, USA.